# Kinesisk hoppmus
Kinesisk hoppmus (Eozapus setchuanus) är en gnagare i familjen springråttor som förekommer i Kina. Den är enda arten i sitt släkte. Fram till 1900-talets slut fångades bara omkring 12 individer som förvaras i olika museer i Europa och Nordamerika.

## Beskrivning
Djuret når en kroppslängd (huvud och bål) av 8 till 10 cm och en svanslängd av 10 till 15 cm. Bakfötterna är 2,5 till 3 cm långa. Pälsen är på ovansidan mörkt orange och på buken vitaktig. Den långa svansen är på ovansidan mörk och på undersidan vitaktig. Svansen har dessutom en vit tofs vid slutet.
Arten lever i de kinesiska provinserna Qinghai, Gansu, Ningxia, Shaanxi, Sichuan och Yunnan. Den vistas i bergstrakter som ligger 3 000 till 4 000 meter över havet. Habitatet utgörs av stäpper, buskmark och tempererade skogar.
Nästan ingenting är känt om artens levnadssätt.
IUCN ser inga större hot mot den kinesiska hoppmusen och listar arten som livskraftig (LC).